# شذوذ مهبلي

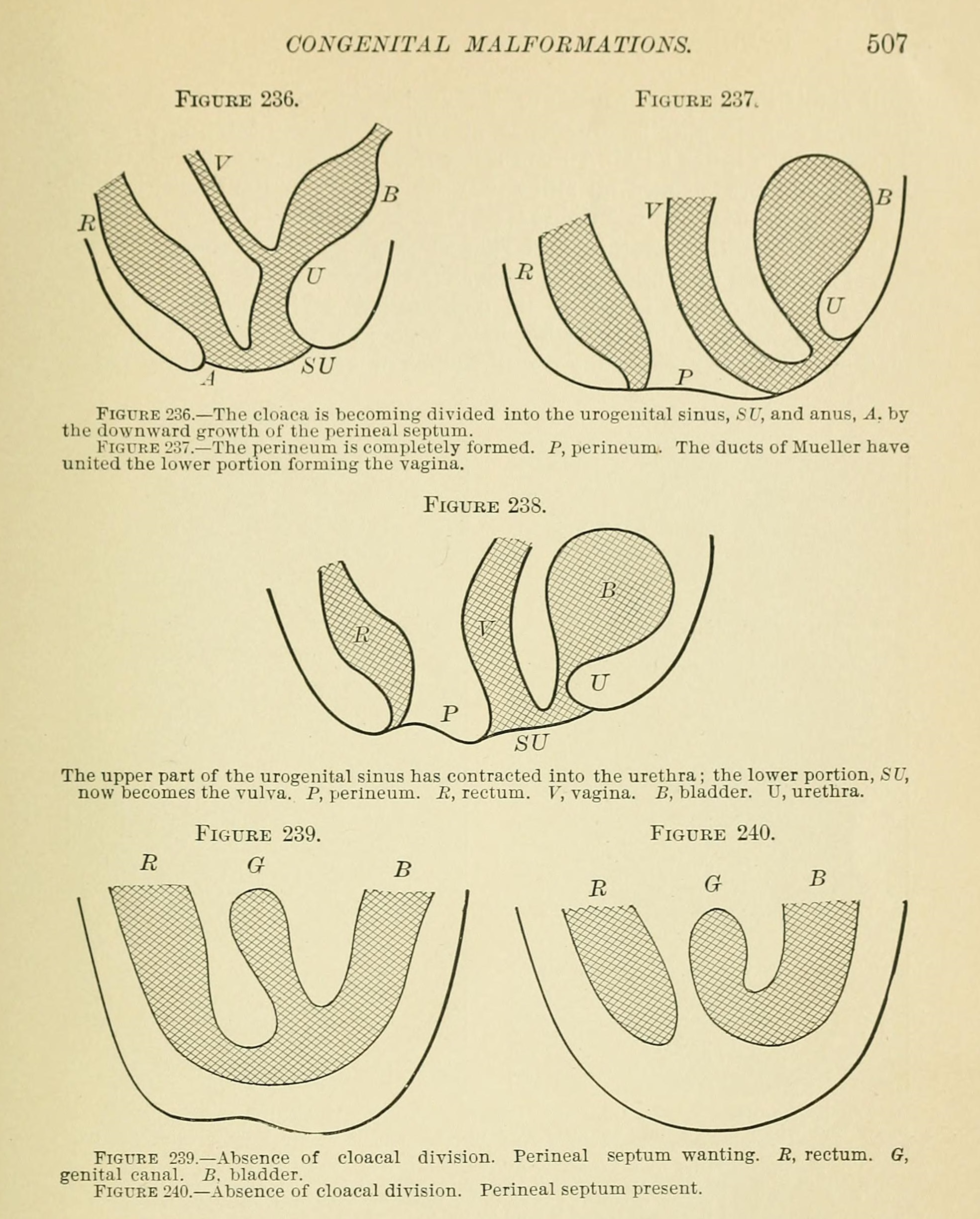
صفحة من مرجع في طب النساء عام 1904 يُوضح بعض الشذوذات المهبلية

الشذوذات المهبلية أو عيوب المهبل الخلقية هي عيوب خلقية بالمهبل قد تتشكل (أو لا تتشكل) أثناء تطور الجنين قبل ولادته. تحدث تلك العيوب بالجهاز التناسلي للأنثى وتشكل عيوب خلقية نادرة تؤدي إلى تكوين مهبل غير طبيعي أو غير متكون. وغالبًا ما يصاحب تلك العيوب الخلقية عيوب خلقية في الرحم أوبالهيكل العظمي أو الجهاز البولي؛ وذلك لأن هذه الأجهزة، مثل المهبل، هي الأكثر عرضة للاضطراب خلال الأوقات المهمة من تكوين الأعضاء. تُصنف العديد من هذه العيوب تحت مصطلح أوسع يُعرف باسم شذوذات قناة مولر. تنج شذوذات قناة مولرعن اضطراب خلال الفترة الجنينية لتطور الجهازين البولي والتناسلي. يمكن أن تحدث حوادث منعزلة أخرى من حالات الشذوذ المهبلي دون سبب واضح. وتحدث في كثير من الأحيان تشوهات المهبل كجزء من مجموعة من العيوب أو المتلازمات. وبالإضافة إلى ذلك، يمكن أن تلعب الوراثة دورًا في التعرض لبعض المواد المسببة للمرض قبل الولادة. كما لا يتم اكتشاف العديد من الحالات الشاذة المهبلية عند الولادة لأن الأعضاء التناسلية الخارجية تبدو طبيعية.
قد لا تتأثر الأجهزة الأخرى في الجهاز التناسلي بأي خلل في المهبل. ويمكن أن يتمتع الرحم وأنابيب فالوب والمبيض بوظائف طبيعية على الرغم من وجود عيب في المهبل والأعضاء التناسلية الخارجية. وقد لا يؤثر الشذوذ المهبلي على الخصوبة. وعلى الرغم من أن ذلك يعتمد على مدى الخلل المهبلي، إلا أنه يمكن حدوث الحمل. ففي الحالات التي يحتفظ فيها المبيض بوظيفته، قد يكون التلقيح الاصطناعي ناجحًا. تؤدي عملية المبايض في المرأة المصابة بعيب مهبلي إلى زرع البويضة المخصبة في رحم الحمل غير المتأثر. يتراوح طول المهبل من 6.5 إلى 12.5 سم. نظرًا لأن هذا أقصر قليلاً من الأوصاف القديمة، فقد يؤثر على تشخيص النساء المصابات بالتهاب المهبل أو نقص تنسج المهبل قد يتم تشجيعهن دون ضرورة للخضوع للعلاج لزيادة حجم المهبل. و قد يسبب الشذوذ المهبلي صعوبات في التبول، والحمل، وأثرًا سلبيًا على الجنس. كما قد تحدث بعض الآثار النفسية والاجتماعية أيضًا.

## العلاج
| الشذوذ الهيكلي           | نسبة الحدوث       | ملاحظات | العلاج                 | المراجع                                                 |
| ------------------------ | ----------------- | --- | ---------------------- | ------------------------------------------------------- |
| غشاء البكارة غير المثقوب | 1 في كل 1000-2000 | يحدث تدمي المهبل كأحد المضاعفات | جراحيًا                 | [ 12 ] [ 1 ] [ 13 ] [ 14 ] [ 15 ]                       |
| غداد مهبلي               | 1 في كل 10        | غالبًا ما يحدث دون أعراض | لا يوجد علاج           | [ 16 ] [ 17 ] [ 18 ]                                    |
| إكشاف مذرقي              | 3.3 في كل 100,000 | يحدث مع الفتق السري الولادي ورتق الشرج والإكشاف المثاني وعيوب الحبل الشوكي الخلقية                                                                                | جراحيًا                 | [ 19 ] [ 20 ] [ 1 ] [ 21 ]                              |
| نص                       |                   | لا يفتح نصف المهبل كما يفتح على المهبل الطبيعي وهو مرتبط بالرحم، ويحدث أيضًا في متلازمة أوفيرا (OHVIRA) حيث يكون هناك انسداد المهبل وتورم الكلى على الجانب المماثل | جراحيًا                 | [ 22 ] [ 23 ]                                           |
| نقص تنسج المهبل          |                   | |                        | [ 24 ]                                                  |
| رتق المهبل               |                   | |                        | [ 2 ] [ 21 ]                                            |
| ناسور المهبل الخلقي      |                   | | جراحيًا                 | [ 25 ] [ 26 ]                                           |
| الحاجز المهبلي           | 1 في كل 70,000    | يمكن أن يمنع الحاجز من تدفق الحيض ويؤدي إلى الجماع المؤلم؛ قد لا يشتكي البعض من أعراض؛ وغالبًا ما يحدث الحاجز العرضي مع عيوب الكلى.                                | جراحيًا أو لا يوجد علاج | [ 27 ] [ 24 ] [ 28 ] [ 29 ] [ 30 ] [ 31 ] [ 27 ] [ 32 ] |
| استمرار وجود المذرق      |                   | |                        | [ 33 ] [ 1 ]                                            |
| التجويف المهبلي البولي   |                   | يفتح الجهاز البولي والمهبل في مخرج مشترك |                        | [ 34 ] [ 1 ] [ 35 ]                                     |

## العيوب المرتبطة بالمتلازمات
| المتلازمة                               | نسبة الحدوث       | مسميات أخرى | تحدث مع                                                                            | ملاحظات | مراجع                                            |
| --------------------------------------- | ----------------- | ----------- | ---------------------------------------------------------------------------------- | ------- | ------------------------------------------------ |
| متلازمة فرازر                           |                   |             |                                                                                    |         | [ 19 ] [ 36 ] [ 37 ] [ 38 ] [ 39 ] [ 40 ] [ 41 ] |
| قصور جين WNT4                           |                   |             |                                                                                    |         | [ 19 ] [ 42 ] [ 43 ]                             |
| متلازمة باردت بيدل                      |                   |             |                                                                                    |         | [ 19 ] [ 44 ]                                    |
| متلازمة ماكوسيك كوفمان                  |                   |             |                                                                                    |         | [ 45 ] [ 46 ]                                    |
| متلازمة هرلين-ويرنر-وندرليش             |                   |             |                                                                                    |         | [ 47 ] [ 48 ] [ 49 ] [ 50 ]                      |
| فرط تنسج الكظرية الخلقي                 |                   |             |                                                                                    |         |                                                  |
| متلازمة أوفيرا                          |                   |             | انسداد قنوات المسالك البولية على نفس الجانب                                        |         | [ 22 ]                                           |
| اضطرابت مولرية                          |                   |             |                                                                                    |         | [ 2 ] [ 21 ]                                     |
| عدم تخلق مولري                          | 1 في كل 4500 أنثى |             |                                                                                    |         | [ 51 ] [ 52 ]                                    |
| فرط تنسج الكظرية الخلقي                 |                   |             | اضطرابات أخرى في الخصائص الجنسية الثانوية                                          |         | [ 34 ]                                           |
| مجموعة أويس                             |                   |             | يحدث مع الفتق السري الولادي ورتق الشرج والإكشاف المثاني وعيوب الحبل الشوكي الخلقية |         | [ 53 ]                                           |
| اضطراب الإكشاف المثاني والمبال الفوقاني |                   |             |                                                                                    |         | [ 54 ]                                           |

## روابط خارجية
- Vagina, Anatomical Atlases, an Anatomical Digital Library (2018)

```

```